# Gustave Lemoine
Gustave Pierre Lemoine (Trémeur, 19 dicembre 1902 – Pozières, 1º ottobre 1934) è stato un aviatore francese,  titolare di numerosi record mondiali per aeroplani, che nella sua carriera di pilota aveva totalizzato 3.000 ore di volo.

## Biografia

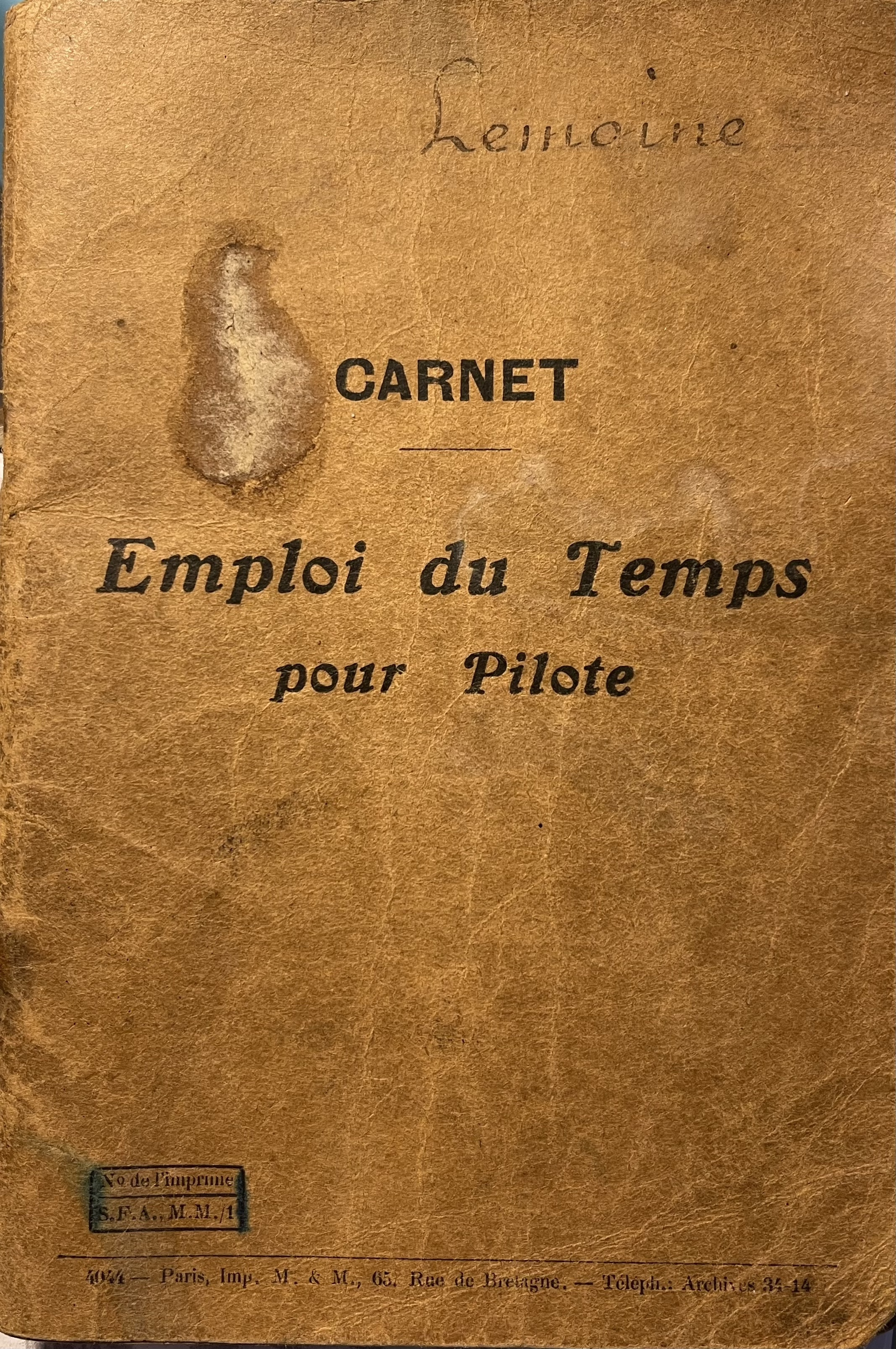
Libretto contenente tutti i voli di Gustave Lemoine dal primo, il 1 giugno 1921, al 24 giugno 1925.

Nacque a Trémeur (Côtes-du-Nord) il 19 dicembre 1902. Iscrittosi alla Scuola di volo Nungesser, a Orly, il giugno 1921, entrò il 30 agosto accumulò 40 ore e 10 minuti di volo e 139 atterraggi. Ottenne così il brevetto di pilota militare n.19105 il 31 agosto 1921, quello di pilota da trasporto civile (numero 1373) e quello di navigatore (numero 135). Arrivato a Istres il 10 ottobre per iniziare il suo addestramento, che terminò il 26 febbraio 1922, partì quindi per il 2º Reggimento d'aviazione da caccia, di stanza a Strasburgo, il 3 marzo 1922, assegnato al I Escadron. Vi rimase in servizio fino al giugno 1925 con un periodo di frequenza alla scuola di tiro aereo di Cazaux dal 4 al 18 settembre 1922. Prestò poi servizio con il 34º Reggimento d'aviazione a Le Bourget.
Pilotò aerei per dodici anni, senza interruzione, specializzandosi nel collaudo di nuovi tipi di aeroplano della casa costruttrice Potez, di cui fu capo pilota collaudatore, affiancato poi da Georges Détré. Nel gennaio 1929 fu insignito della Médaille militaire. 1933 e nel 1934 partecipò alla Coupe Deutsch de la Meurthe, senza vincere la gara. Per l'edizione 1933 Henry Potez fece appositamente costruire due esemplari dell'aereo da corsa Potez 53 equipaggiato con un motore Potez da 310 CV. Gli aerei vennero affidati a lui (numéro 12) e a Détré (numéro 10). Il giorno della corsa, 29 maggio 1933, fu Georges Détré a vincerla alla velocità media di 322,81 km/h.
Il 28 settembre 1933 conquistò il record di altitudine su un aereo Potez 506, dotato di motore Gnome et Rhône da 600 CV, salendo a 13.404 m senza pressurizzazione. La conquista del record gli valse un banchetto, il 20 ottobre 1933, alla presenza del Ministro dell'Aeronautica Pierre Cot, durante il quale egli fu nominato Cavaliere della Legion d'onore. Il 28 ottobre 1933 Charles Lindbergh andò a Villacoublay per vedere l'aereo con cui era stato conquistato il record.
Il 1º ottobre 1934 decollò in compagnia di due meccanici per collaudare il prototipo dell'aereo quadrimotore da trasporto Potez 41, dotato di propulsori Hispano-Suiza 12Ybrs da 860 CV con compressore, e carrello di atterraggio retrattile. A 300 metri di quota si verificò una rottura nei comandi di profondità. Egli e il meccanico Lenain si lanciarono con il paracadute, e mentre il meccanico atterrò sano e salvo, il suo paracadute Aerazur non si aprì ed egli precipitò al suo rimanendo ucciso sul colpo. L'altro meccanico, Bailly, rimasto a bordo dell'aereo rimase gravemente ferito quando quest'ultimo toccò il suolo nel comune di Grandcourt, a 1.200 metri dal corpo del pilota. Il suo funerale si tenne presso la Chiesa di Notre-Dame-d'Auteuil il 6 ottobre e la salma fu tumulata nel cimitero di Saint-Ouen.
Sarà citato nell'Ordine della Nazione il 6 dicembre 1934. Era titolare di tre record mondiali di velocità con 1.000 kg di carico: su 100 km, con una velocità madia di 299,250 km/h; su 500 km, con una velocità media di 284,194 km/h; sui 1.000 km, con una velocità media di 281,250 km/h.